# Teoktyst (Klukinas)
Teoktyst, imię świeckie Teoktistos Klukinas (ur. 1950 w Sparcie) – grecki duchowny prawosławny, od 2014 metropolita Fokidy (z siedzibą w Amfisie).

## Życiorys
Święcenia diakonatu przyjął w 1973, a prezbiteratu w 1977. Chirotonię biskupią otrzymał 25 października 2009. W latach 2009–2014 sprawował urząd biskupa pomocniczego metropolii Sparty ze stolicą tytularną w Andrusa.